# Курума, Ахмаду
Ахмаду Курума (фр. Ahmadou Kourouma; 24 ноября 1927, Бундиали, Кот д'Ивуар — 11 декабря 2003, Лион, Франция) — ивуарийский писатель. Писал на французском языке.

## Биография
Из знатной семьи народа малинке. Учился в школе в Бамако (Мали). Служил в колониальной французской армии в Индокитае (1950—1954), затем учился в Институте финансов в Лионе. В 1960, после завоевания Кот д’Ивуаром независимости, вернулся на родину. Вошёл в конфликт с режимом президента Уфуэ-Буаньи, был заключён в тюрьму. Покинул страну, жил в Алжире (1964—1969), Камеруне (1974—1984), Того (1984—1994), потом снова вернулся на родину. Во время Первой ивуарийской войны встал в оппозицию к официальному национализму, что вызвало неодобрение президента Эйадема.

## Произведения

### Романы
- Солнце независимости/ Les Soleils des indépendances (1968, «Presses de l’Université de Montréal», переиздано издательством «Сёй», 1970, по рукописи получил премию квебекского журнала «Études françaises», входит в число ста лучших африканских книг XX века)
- Monnè, outrages et défis (1990, «Seuil»)
- В ожидании, когда проголосуют дикие звери/ En attendant le vote des bêtes sauvages (1994, «Seuil» 1999, премия «Livre Inter», председатель жюри — Жан-Мари Гюстав Леклезио)
- Аллах не обязан/ Allah n’est pas obligé (2000, «Seuil», премия Ренодо, Гонкуровская премия лицеистов, премия Америго Веспуччи, Франция, рус. пер. 2002)
- При отказе говорят «нет»/ Quand on refuse on dit «non» (2004, «Seuil», опубликован посмертно)

### Пьесы
- Tougnantigui ou le Diseur de vérité, после нескольких постановок в Абиджане в 1972 запрещена цензурой, возобновлена в 1996, издана 1998, «Acoria»
- Аллах не обязан/ Allah n’est pas obligé, по одноимённому роману, поставлена в «Théâtre de Poche de Bruxelles» в мае 2004

## Признание
Романы писателя переведены на многие языки. С 2004 на ежегодном Женевском книжном салоне вручается премия Ахмаду Курумы. Среди других её получили Танелла Бони (2005), Сами Чак (2007), Косси Эфуи (2009), Флоран Куао-Зотти (2010), Эммануэль Донгала (2011), Сколастик Муказонга (2012), Тьерно Моненамбо (2013).
В 2010 парижским издательством «Seuil» выпущено полное собрание сочинений Ахмаду Курумы. В его честь в том же году назван дом в лионском парке «Jardin des Chartreux».